# Bože Radoš
Bože Radoš (ur. 5 września 1964 w Crvenice) – chorwacki duchowny katolicki, biskup Varaždin od 2019.

## Życiorys

### Prezbiterat
Święcenia kapłańskie otrzymał 29 czerwca 1990 i został inkardynowany do diecezji Djakovo o Bosna i Srijem (późniejszej archidiecezji Ðakovo-Osijek). Po krótkim stażu wikariuszowskim odbył w Rzymie studia licencjackie z teologii duchowości, a po powrocie do kraju został ojcem duchownym seminarium w Đakovie oraz wykładowcą miejscowego wydziału teologicznego. W 2016 mianowany rektorem Papieskiego Kolegium Chorwackiego w Rzymie.

### Episkopat
1 sierpnia 2019 papież Franciszek mianował go biskupem ordynariuszem diecezji Varaždin. Sakry udzielił mu 24 listopada 2019 kardynał Josip Bozanić.